# Oudenburg
Oudenburg is een stad in de Belgische provincie West-Vlaanderen. Oudenburg ligt op de grens van De Polders en de zandstreek. De stad telt ruim 10.000 inwoners.

## Geschiedenis
De stad is net als Tongeren ontstaan uit een Romeinse vestiging. Tussen 180 en 250 na Chr. werd het castellum gebouwd en de burgerlijke nederzetting verbouwd tot militaire versterking. Dit gebeurde op een landtong die uitstak in het moerassige kustgebied. Het castellum was deel van een reeks forten langs de Noordzee en de kusten van Engeland, namelijk de Litus Saxonicum. Deze kustverdediging werd voornamelijk opgetrokken als bescherming tegen de piraterij van de Chauken en Friezen. In het begin van de 5de eeuw verloor het castellum zijn militaire betekenis, toen het garnizoen werd teruggetrokken naar Italië om daar de Germaanse invallen (trachten) tot staan te brengen. De vesting raakte in verval in de volgende eeuwen. Het is niet duidelijk of het fort eventueel een rol zou hebben gespeeld tegen de plunderingen van de Vikingen. Wat wel vaststaat is dat het Romeinse castellum diende als steengroeve voor de streek. Zo liet graaf Boudewijn V van Vlaanderen de stenen overbrengen naar Brugge. Daar zouden ze dienen voor de bouw van de Burg. Met de stenen uit het castellum werd ook de Sint-Pieterskerk (1056-1070) gebouwd.
De vierkante structuur van dit fort tekent zich nog duidelijk af in de dorpskern, twee elkaar kruisende straten binnen een vierkante vorm. Ook in de middeleeuwen was het een bloeiende stad, zeker op het gebied van de lakenindustrie. In 1128 werd een walgracht gegraven, de Stedebeek. Deze omsloot het vroegere castellum (15 hectare groot). Oudenburg kon beschouwd worden als een smalstad. De zware poldergrond leende zich bovendien uitstekend tot het verbouwen van meekrap, een verfplant die gebruikt werd om lakens rood te verven. De vroegste vermelding van dit industriegewas komt voor in Oudenburg en Zandvoorde tussen 1173 en 1191, en de meekrapteelt nam, parallel met de ontwikkeling van de Vlaamse lakennijverheid een hoge vlucht.
In 1084 stichtte de heilige Arnoldus te Oudenburg de benedictijner Sint-Pietersabdij. Hij was op vredesmissie in Vlaanderen en kwam in Oudenburg terecht. Er was ook een belangrijke brouwerij aanwezig in het complex; de heilige Arnoldus is dan ook de patroonheilige van de bierbrouwers. Behalve een middeleeuwse duiventoren is echter niets bewaard gebleven van de oorspronkelijke bebouwing. Op de locatie is nu onder andere het Romeins Archeologisch Museum (RAM) gevestigd.
Tijdens de 2e helft van de 16e eeuw vonden de godsdienstoorlogen plaats en verdween de welvaart uit het stadje. In 1579 werd de abdij verwoest nadat in 1578 de monniken vertrokken waren. In 1584-1585 richtten de Spanjaarden een fort in op het terrein der verwoeste abdij. In het nabijgelegen Oostende heersten de Calvinisten en zij probeerden de stad te verdedigen met inundaties, waarbij de polders ten noorden van Oudenburg regelmatig overstroomden. In 1590 werd Oudenburg verwoest door troepen uit Oostende, waarop de vesting door de Spanjaarden werd herbouwd en versterkt. Doordat de Spaansgezinden verder naar Oostende oprukten en het Beleg van Oostende (1601-1604) inging, raakte de vesting Oudenburg vanaf 1599 buiten gebruik. In het eerste kwart van de 17de eeuw, na de val van Oostende, werden de versterkingen afgebroken en werd de abdij herbouwd. Het stadhuis en de hallen van Oudenburg werden niet herbouwd.
Oudenburg lag langs de oude landweg Oudenburg-Brugge-Aardenburg. Het had een strategische positie aan de oever van de Ieperlee, een riviertje en kreek die Brugge met Nieuwpoort en Ieper verbond en waarvan stukken gebruikt werden om het kanaal Plassendale-Nieuwpoort en het kanaal Brugge-Oostende en de sluis van Plassendale (1623) aan te leggen. Ook werden de geïnundeerde polders ten noorden van Oudenburg weer drooggelegd.
In 1797, onder Frans bewind, werd de abdij afgebroken. Slechts een enkel overblijfsel restte. Oudenburg ontwikkelde zich als een voornamelijk agrarische plaats.

## Onderzoek
Oudenburg was een van de zes Vlaamse gemeenten die in 2015 door professor Maarten Larmuseau van de KU Leuven geselecteerd was voor een grootschalig genetisch genealogisch onderzoek. Hierin werd de Y-chromosomale variatie onderzocht van mannen die via een ver teruggaande vaderlijke stamboom een link met de stad hadden.

## Bezienswaardigheden
- Historische stadskern van Oudenburg, archeologische site
- Onze-Lieve-Vrouwekerk
- Abdijhoeve van de Sint-Pietersabdij
- Sluizencomplex Plassendale
- Hoeve Maenhoudt met "Friese" bergschuur, vermoedelijk uit de 17e eeuw
- De Hoge Dijken (Roksemput), natuurgebied
- De Zwaanhoek, natuurgebied
- Romeins Archeologisch Museum (RAM)

In de stad Oudenburg zet Erfgoedkring 8460 zich in voor het lokale erfgoed, heemkunde, archeologie en het Romeins Archeologisch Museum.

## Galerij

Oudenburg in de eerste helft van de 17e eeuw (afbeelding uit Flandria Illustrata - 1641)
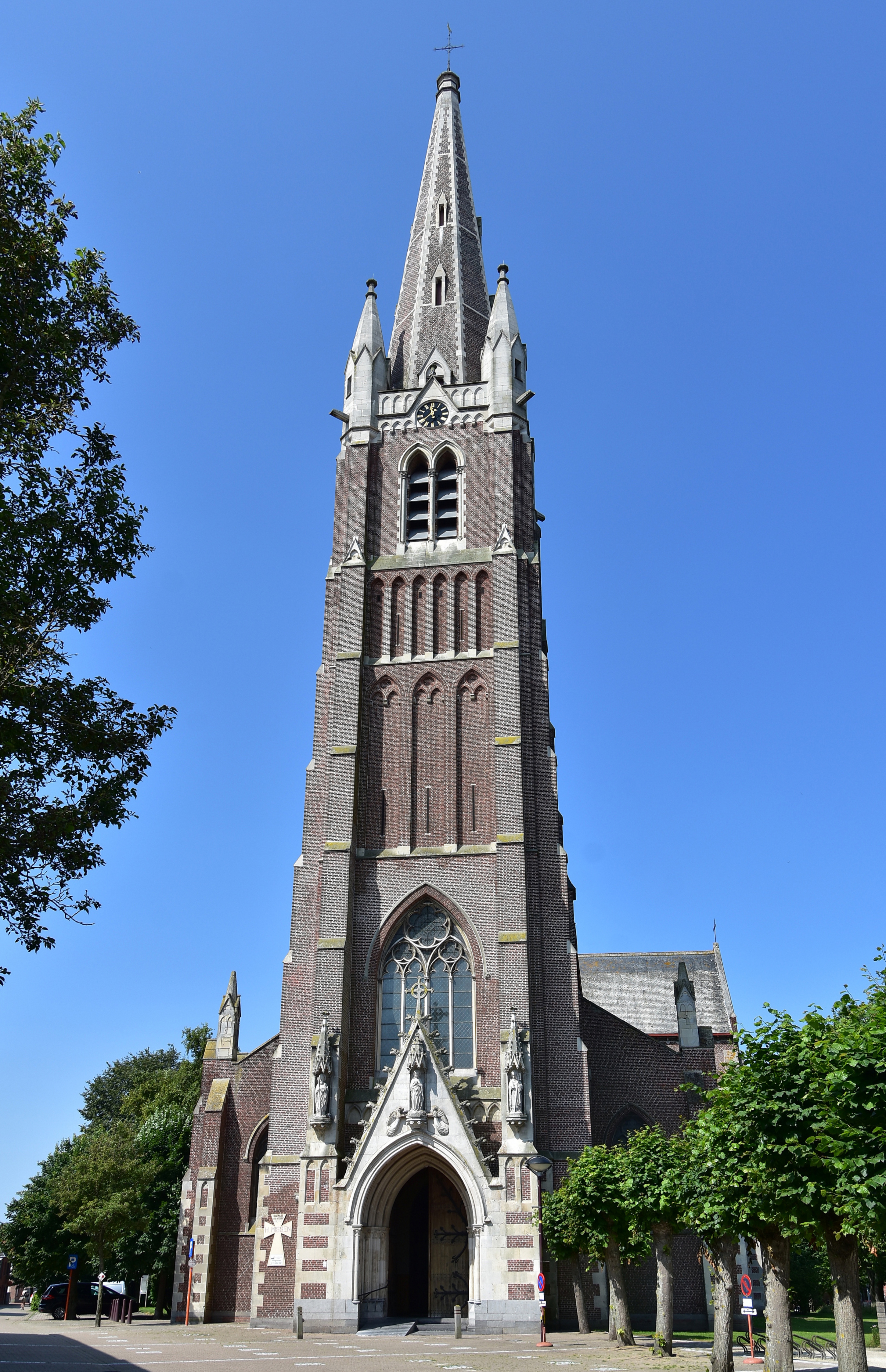
Onze-Lieve-Vrouwekerk
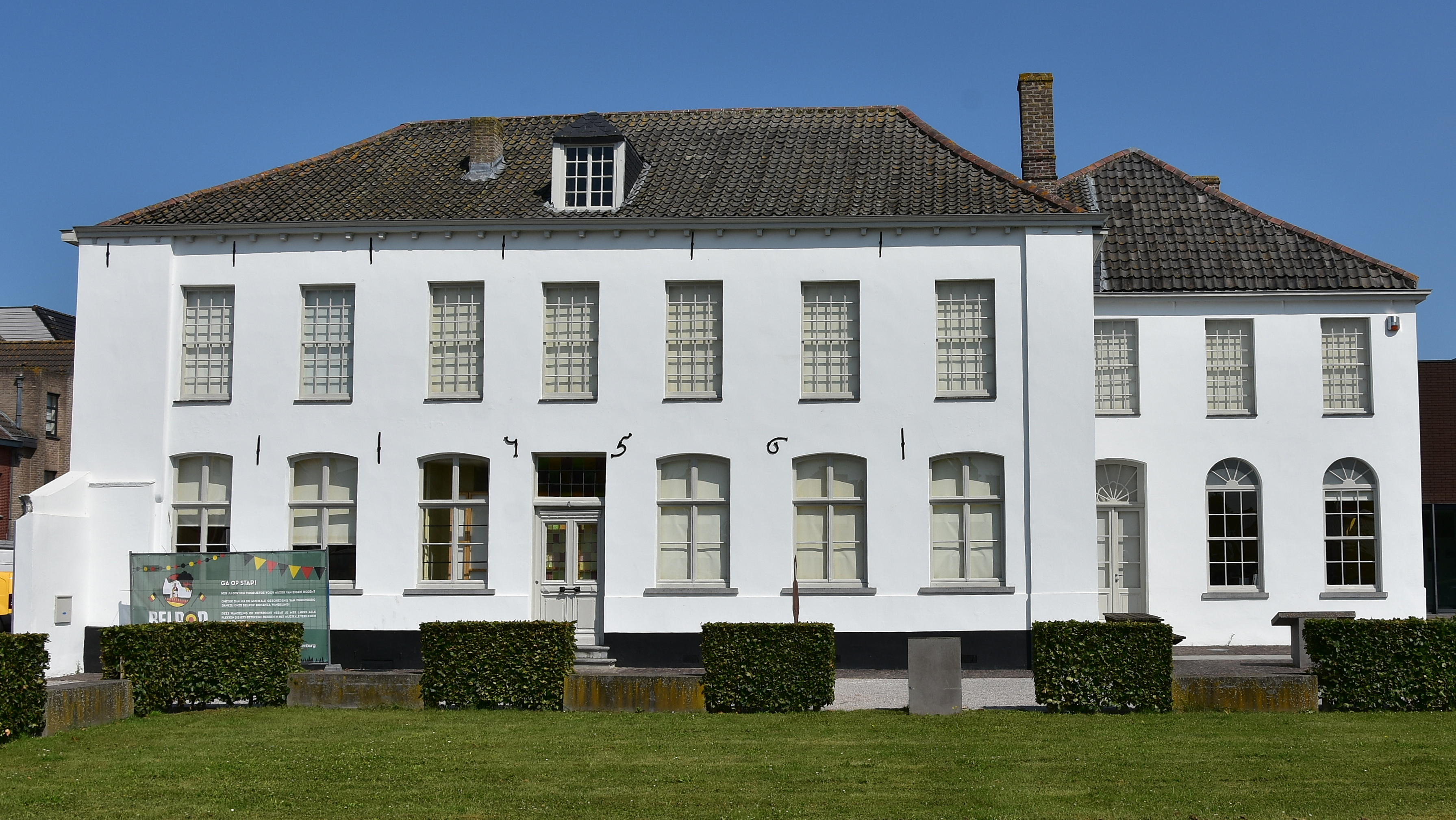
Het voormalig abtsgebouw, nu Romeins Archeologisch Museum (RAM)
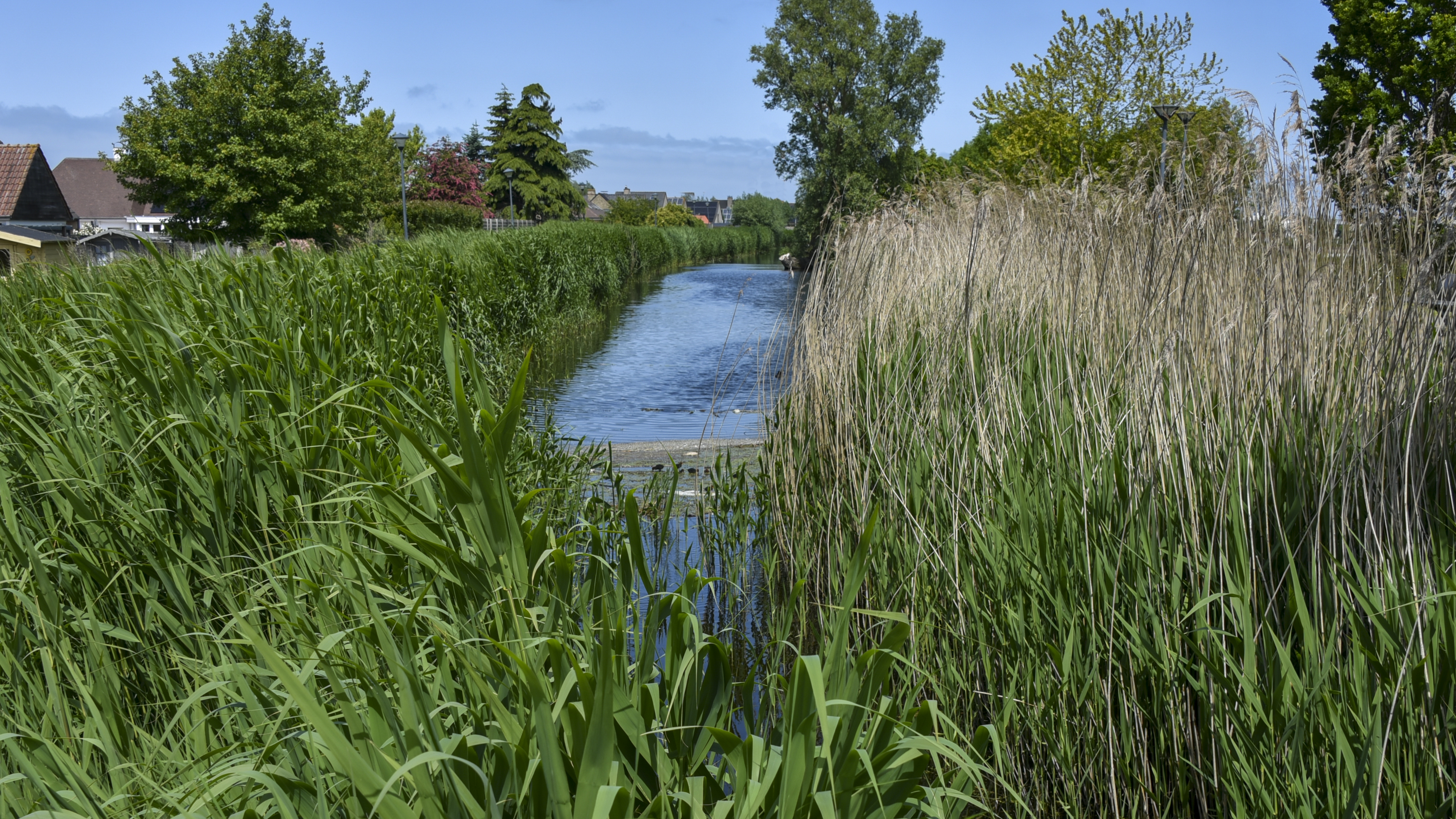
Het Oudenburgs Vaartje
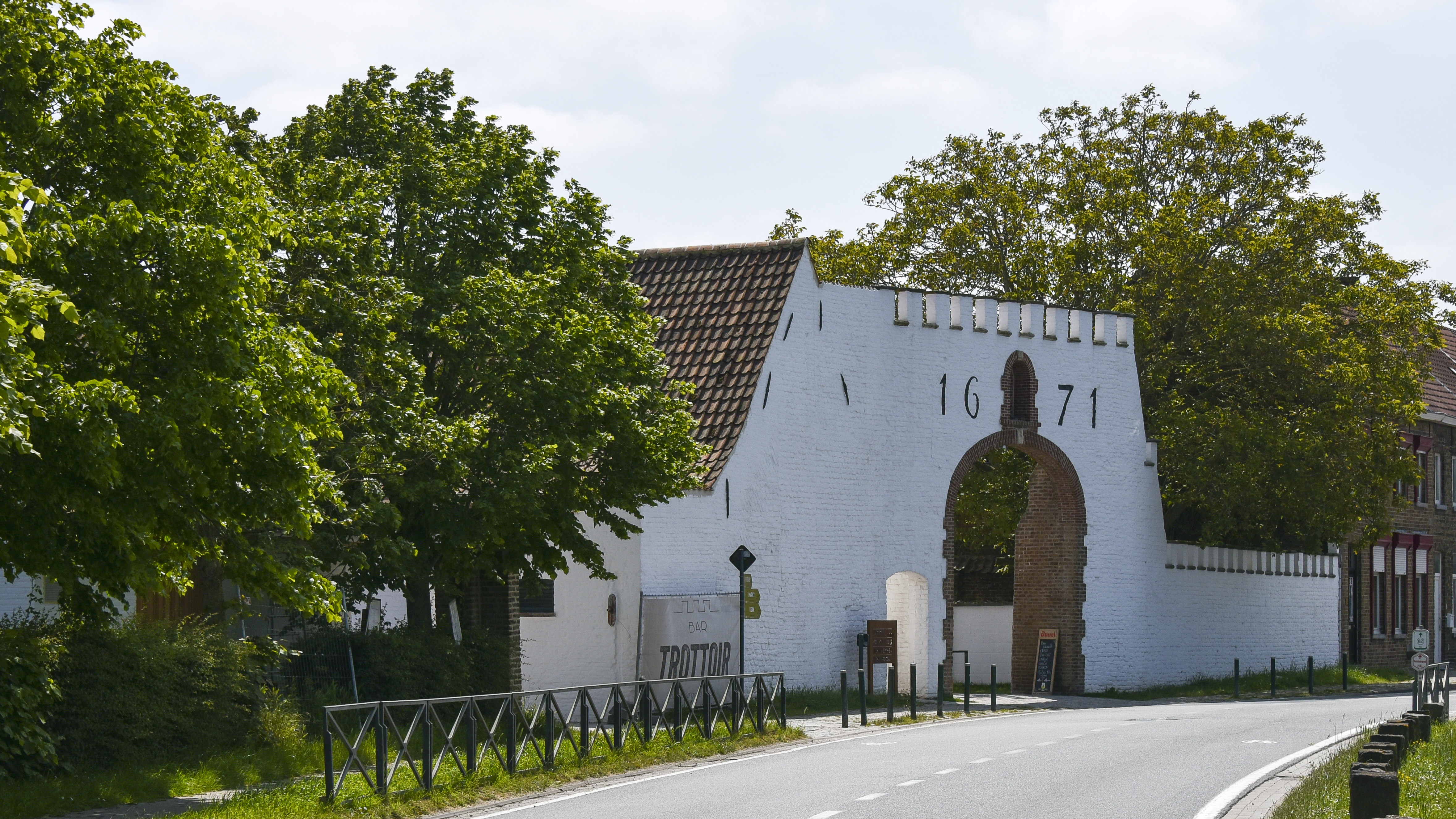
De abdijhoeve
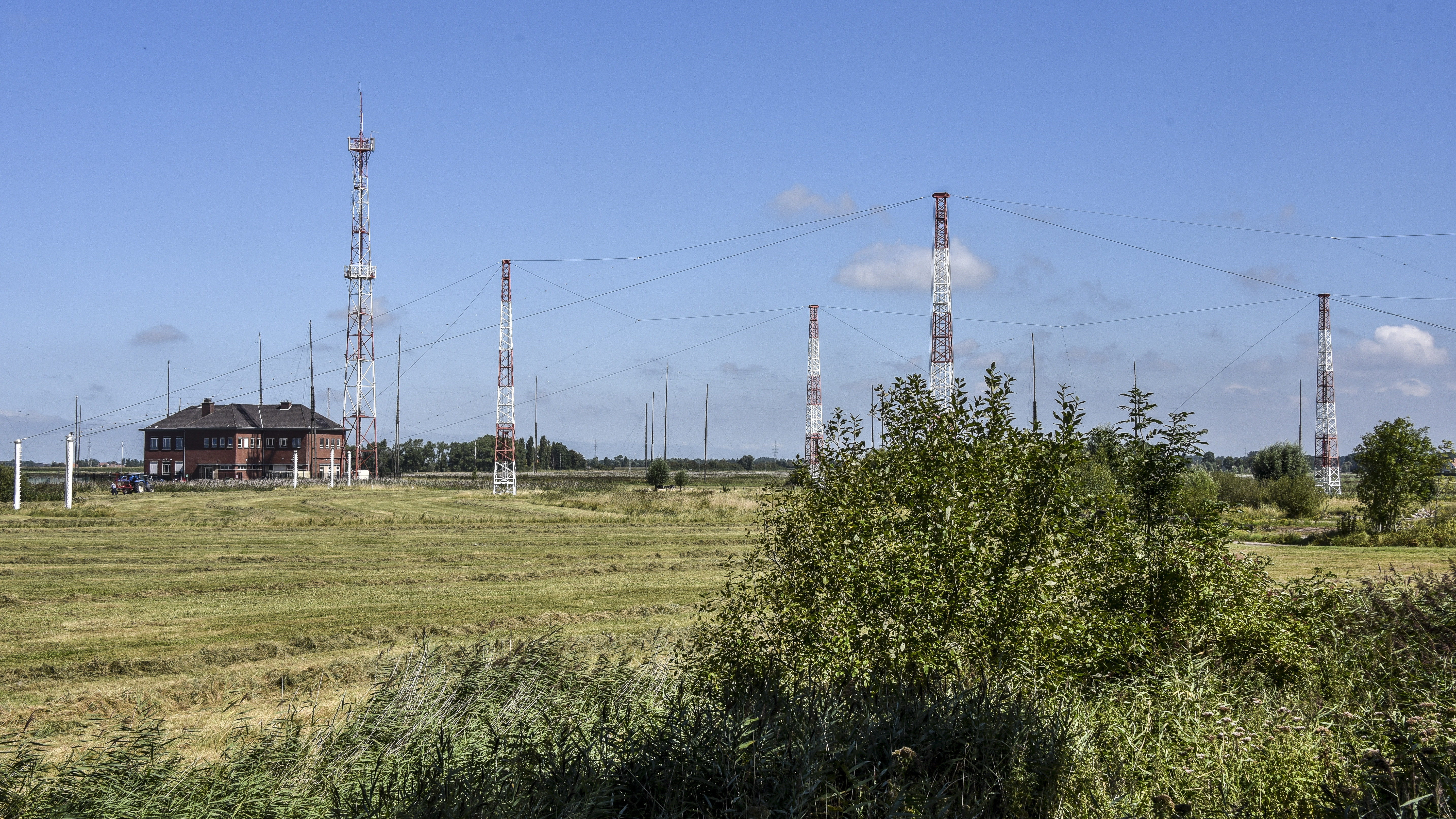
Radiostation in Oudenburg

## Natuur en landschap
Oudenburg ligt aan de rand van het West-Vlaams poldergebied op een hoogte van ongeveer drie meter. Oudenburg ligt aan het Kanaal Plassendale-Nieuwpoort en aan het Oudenburgs Vaartje die Oudenburg verbond met de Ieperlee. Natuurgebieden zijn het Oostends Krekengebied, 't Pompje en Schorreweide.

## Kernen
In 1977 hebben de gemeenten Roksem, Ettelgem en Westkerke zich met Oudenburg verenigd tot de huidige fusiegemeente Oudenburg. In Oudenburg zelf woont ruim de helft van de bevolking; de rest is verdeeld over de drie deelgemeenten. Ettelgem ligt net ten zuidoosten van het stadscentrum; de dorpskern sluit door lintbebouwing tegenwoordig aan op het centrum van Oudenburg, enkel nog gescheiden door de snelweg A18/E40. De dorpjes Westkerke en Roksem liggen een paar kilometer zuidwaarts, langs de weg van Brugge naar Gistel.
| # | Naam           | Opp. (km²) | Inwoners (2020) | Inwoners per km² | NIS-code |
| - | -------------- | ---------- | --------------- | ---------------- | -------- |
| 1 | Oudenburg (I)  | 14,93      | 4.702           | 315              | 35014A   |
| 2 | Ettelgem (II)  | 7,92       | 1.193           | 151              | 35014B   |
| 3 | Roksem (III)   | 5,65       | 1.589           | 281              | 35014C   |
| 4 | Westkerke (IV) | 7,12       | 2.020           | 284              | 35014D   |

De gemeente Oudenburg grenst na de fusies aan de volgende dorpen en gemeenten:
| - a. Klemskerke (gemeente De Haan) - b. Stalhille (gemeente Jabbeke) - c. Jabbeke (gemeente Jabbeke) - d. Zerkegem (gemeente Jabbeke) - e. Bekegem (gemeente Ichtegem) - f. Eernegem (gemeente Ichtegem) |

| - g. Moere (stad Gistel) - h. Gistel (stad Gistel) - i. Snaaskerke (stad Gistel) - j. Zandvoorde (stad Oostende) - k. Bredene (gemeente Bredene) |

### Kaart

Oudenburg, deelgemeenten en buurgemeenten. De gele gebieden zijn bebouwde kernen

## Demografische ontwikkeling

### Demografische evolutie voor de fusie
- Bronnen:NIS, Opm:1831 tot en met 1970=volkstellingen; 1976 = inwoneraantal op 31 december

### Demografische ontwikkeling van de fusiegemeente
Alle historische gegevens hebben betrekking op de huidige gemeente, inclusief deelgemeenten, zoals ontstaan na de fusie van 1 januari 1977.
- Bronnen:NIS, Opm:1831 tot en met 1981=volkstellingen; 1990 en later= inwonertal op 1 januari

| Inwoners van jaar tot jaar op 1 januari 1992 tot heden | Inwoners van jaar tot jaar op 1 januari 1992 tot heden | Inwoners van jaar tot jaar op 1 januari 1992 tot heden |
| jaar                                                   | Aantal                                                 | Evolutie: 1992=index 100                               |
| ------------------------------------------------------ | ------------------------------------------------------ | ------------------------------------------------------ |
| 1992                                                   | 8.339                                                  | 100,0                                                  |
| 1993                                                   | 8.360                                                  | 100,3                                                  |
| 1994                                                   | 8.465                                                  | 101,5                                                  |
| 1995                                                   | 8.585                                                  | 102,9                                                  |
| 1996                                                   | 8.597                                                  | 103,1                                                  |
| 1997                                                   | 8.665                                                  | 103,9                                                  |
| 1998                                                   | 8.710                                                  | 104,4                                                  |
| 1999                                                   | 8.739                                                  | 104,8                                                  |
| 2000                                                   | 8.810                                                  | 105,6                                                  |
| 2001                                                   | 8.813                                                  | 105,7                                                  |
| 2002                                                   | 8.794                                                  | 105,5                                                  |
| 2003                                                   | 8.781                                                  | 105,3                                                  |
| 2004                                                   | 8.834                                                  | 105,9                                                  |
| 2005                                                   | 8.884                                                  | 106,5                                                  |
| 2006                                                   | 8.929                                                  | 107,1                                                  |
| 2007                                                   | 8.947                                                  | 107,3                                                  |
| 2008                                                   | 8.955                                                  | 107,4                                                  |
| 2009                                                   | 8.983                                                  | 107,7                                                  |
| 2010                                                   | 8.972                                                  | 107,6                                                  |
| 2011                                                   | 9.042                                                  | 108,4                                                  |
| 2012                                                   | 9.110                                                  | 109,2                                                  |
| 2013                                                   | 9.094                                                  | 109,1                                                  |
| 2014                                                   | 9.217                                                  | 110,5                                                  |
| 2015                                                   | 9.222                                                  | 110,6                                                  |
| 2016                                                   | 9.279                                                  | 111,3                                                  |
| 2017                                                   | 9.325                                                  | 111,8                                                  |
| 2018                                                   | 9.300                                                  | 111,5                                                  |
| 2019                                                   | 9.381                                                  | 112,5                                                  |
| 2020                                                   | 9.507                                                  | 114,0                                                  |
| 2021                                                   | 9.672                                                  | 116,0                                                  |
| 2022                                                   | 9.717                                                  | 116,5                                                  |
| 2023                                                   | 9.911                                                  | 118,9                                                  |
| 2024                                                   | 9.933                                                  | 119,1                                                  |
| 2025                                                   | 10.231                                                 | 122,7                                                  |

## Politiek

### Structuur
| Oudenburg        | Oudenburg        | Supranationaal         | Nationaal                         | Nationaal                         | Gemeenschap               | Gewest                    | Provincie                 | Arrondissement            | Provinciedistrict | Kanton          | Gemeente        |
| ---------------- | ---------------- | ---------------------- | --------------------------------- | --------------------------------- | ------------------------- | ------------------------- | ------------------------- | ------------------------- | ----------------- | --------------- | --------------- |
| Administratief   | Niveau           | Europese Unie          | België                            | België                            | Vlaanderen                | Vlaanderen                | West-Vlaanderen           | Oostende                  | Oostende          | Oostende        | Oudenburg       |
| Administratief   | Bestuur          | Europese Commissie     | Belgische regering                | Belgische regering                | Vlaamse regering          | Vlaamse regering          | Deputatie                 | Deputatie                 | Deputatie         | Deputatie       | Gemeentebestuur |
| Administratief   | Raad             | Europees Parlement     | Kamer van volksvertegenwoordigers | Kamer van volksvertegenwoordigers | Vlaams Parlement          | Vlaams Parlement          | Provincieraad             | Provincieraad             | Provincieraad     | Provincieraad   | Gemeenteraad    |
| Kiesomschrijving | Kiesomschrijving | Nederlands Kiescollege | Kieskring West-Vlaanderen         | Kieskring West-Vlaanderen         | Kieskring West-Vlaanderen | Kieskring West-Vlaanderen | Kieskring West-Vlaanderen | Oostende-Veurne-Diksmuide | Oostende          | Gistel          | Oudenburg       |
| Verkiezing       | Verkiezing       | Europese               | Federale                          | Federale                          | Vlaamse                   | Vlaamse                   | Provincieraads-           | Provincieraads-           | Provincieraads-   | Provincieraads- | Gemeenteraads-  |

De burgemeester van Oudenburg is Romina Vanhooren.

#### 2013-2018
Burgemeester bleef Ignace Dereeper (CD&V). Hij leidt een coalitie bestaande uit CD&V en sp.a. Samen vormen ze de meerderheid met 13 op 21 zetels. Midden 2018 nam hij ontslag en werd opgevolgd door partijgenoot Peter Velle.

#### 2019-2024
Na de gemeenteraadsverkiezingen nam Open Vld onder leiding van Anthony Dumarey het initiatief om een coalitie te vormen met N-VA en sp.a. Anthony Dumarey (Open Vld) werd op 1 januari 2019 de 15de burgemeester van Oudenburg. Op 2 oktober 2023 zette hij een stap opzij na een onderzoek over belangenvermenging bij vastgoedprojecten. Hij werd opgevolgd door partijgenoot en eerste schepen Romina Vanhooren.

#### 2025-heden
Bij de gemeenteraadsverkiezingen van 13 oktober 2024 behaalde Open Vld, dat opkwam onder de naam Voor Oudenburg, een absolute meerderheid van 12 op 21 zetels. Anthony Dumarey, die de meeste voorkeurstemmen had behaald, werd begin 2025 opnieuw burgemeester van Oudenburg, hoewel het onderzoek over belangenvermenging tegen hem door Audit Vlaanderen nog niet was afgerond. Op basis van die klacht oordeelden de West-Vlaamse gouverneur Carl Decaluwé en Vlaams minister van Binnenlands Bestuur Hilde Crevits in maart 2025 dat Dumarey over onvoldoende moreel gezag beschikte om benoemd te worden tot burgemeester. Dumarey besloot die beslissing aan te vechten bij de Raad van State. In afwachting van een definitief oordeel werd eerste schepen Stefaan Reynaert aangesteld als waarnemend burgemeester. De Raad van State volgde echter het oordeel van Crevits, waardoor Romina Vanhooren, die na Dumarey de meeste voorkeurstemmen had behaald, werd aangewezen als burgemeester. Op 22 april 2025 werd zij beëdigd.

### Resultaten gemeenteraadsverkiezingen sinds 1976
| Partij               | Partij                                 | 10-10-1976 | 10-10-1976 | 10-10-1982 | 10-10-1982 | 9-10-1988 | 9-10-1988 | 9-10-1994 | 9-10-1994 | 8-10-2000 | 8-10-2000 | 8-10-2006 | 8-10-2006 | 14-10-2012 | 14-10-2012 | 14-10-2018 | 14-10-2018 | 13-10-2024 | 13-10-2024 |
| Stemmen / Zetels     | Stemmen / Zetels                       | %          | 19         | %          | 19         | %         | 19        | %         | 19        | %         | 19        | %         | 19        | %          | 21         | %          | 21         | %          | 21         |
| -------------------- | -------------------------------------- | ---------- | ---------- | ---------- | ---------- | --------- | --------- | --------- | --------- | --------- | --------- | --------- | --------- | ---------- | ---------- | ---------- | ---------- | ---------- | ---------- |
|                      | SP1/ sp.a2/ Vooruit3                   | 23,021     | 5          | 27,241     | 5          | 10,721    | 1         | 10,741    | 1         | 12,891    | 2         | 15,892    | 3         | 15,612     | 3          | 14,02      | 2          | 8,5 3      | 1          |
|                      | CVP1/ CD&V2/ CD&V+3                    | 38,231     | 9          | 48,091     | 11         | 47,591    | 12        | 46,811    | 10        | 38,471    | 8         | 47,22     | 10        | 42,532     | 10         | 38,02      | 9          | 35,5 3     | 8          |
|                      | PVV1/ VLD2/ Open Vld3/ Voor Oudenburg4 | 17,951     | 3          | 17,321     | 3          | 19,791    | 4         | 29,772    | 6         | 30,832    | 7         | 30,12     | 6         | 28,183     | 6          | 37,23      | 9          | 48,7 4     | 12         |
|                      | VU1/ N-VA2                             | 13,311     | 2          | 7,361      | 0          | -         |           | -         |           | -         |           | -         |           | 13,682     | 2          | 10,92      | 1          | 7,3 2      | 0          |
|                      | Vlaams Blok1/ Vlaams Belang2           | -          |            | -          |            | 1,931     | 0         | -         |           | 5,241     | 0         | 6,82      | 0         | -          |            | -          |            | -          |            |
|                      | D.I.S.                                 | -          |            | -          |            | -         |           | 12,68     | 2         | 12,56     | 2         | -         |           | -          |            | -          |            | -          |            |
|                      | NB                                     | -          |            | -          |            | 10,2      | 1         | -         |           | -         |           | -         |           | -          |            | -          |            | -          |            |
|                      | Gem.Bel.                               | -          |            | -          |            | 9,76      | 1         | -         |           | -         |           | -         |           | -          |            | -          |            | -          |            |
|                      | VB                                     | 5,13       | 0          | -          |            | -         |           | -         |           | -         |           | -         |           | -          |            | -          |            | -          |            |
|                      | Voor Al                                | 2,37       | 0          | -          |            | -         |           | -         |           | -         |           | -         |           | -          |            | -          |            | -          |            |
| Totaal stemmen       | Totaal stemmen                         | 5410       | 5410       | 5793       | 5793       | 6072      | 6072      | 6373      | 6373      | 6618      | 6618      | 6859      | 6859      | 6992       | 6992       | 7013       | 7013       | 5329       | 5329       |
| Opkomst %            | Opkomst %                              |            |            |            |            | 95,74     | 95,74     | 96,04     | 96,04     | 95,57     | 95,57     | 96,78     | 96,78     | 95,79      | 95,79      | 94,3       | 94,3       | 67,1       | 67,1       |
| Blanco en ongeldig % | Blanco en ongeldig %                   | 2,66       | 2,66       | 3,8        | 3,8        | 3,8       | 3,8       | 3,86      | 3,86      | 3,66      | 3,66      | 2,95      | 2,95      | 3,79       | 3,79       | 4,7        | 4,7        | 1,4        | 1,4        |

De zetels van de gevormde meerderheid staan vetjes afgedrukt. De grootste partij is in kleur.

De rode cijfers naast de gegevens duiden aan onder welke naam de partijen telkens bij een verkiezing opkwamen.

## Burgemeesters
In 1795 werd België aangehecht bij de Franse Republiek. De oude bestuursstructuren worden vervangen door negen departementen. West-Vlaanderen werd het departement van de Leie genoemd en werd in 40 kantons ingedeeld. Gemeenten die geen 5000 zielen telden, werden bestuurd door een municipalité de canton. Oudenburg, Ettelgem, Roksem en Westkerke maakten deel uit van het kanton Gistel. Ter plaatse was een agent municipal hoofd van politie en ambtenaar voor de burgerlijke stand.
- Joannes Allaert, agent municipal van de Commune van Oudenburg (september 1796 - september 1800)

Vanaf 1800 werd Oudenburg opnieuw een zelfstandige gemeente. De burgemeesters waren opeenvolgend:
- Philippe Stubbe (°1769), pachter van de abdijhoeve (7 september 1800 - januari 1808).
- Michiel Janssens (overleden 6 maart 1829), sluismeester van de Oude en Nieuwe Polder (1808-1829), lid van de Provinciale Staten van West-Vlaanderen.
- Hendrik Bousson (overleden 9 januari 1875), notaris (1829-1875).
- Henri Bousson, notaris, zoon van Hendrik (1875-1884).
- Joseph Van Loo (Klemskerke, 27 september 1828 - Oudenburg, 18 oktober 1915), trouwde met Rosalie Dombrecht (1834-1904), weduwe van Leopold Monballiu. Kinderen: Achille (°17 juli 1862), Louise (° 27 oktober 1868), Adelard (° 1 januari 1870) en Carolus (° 9 juli 1873). Burgemeester van 17 januari 1885 tot en met 31 december 1907.
- August Constandt (3 februari 1908 tot 24 april 1921).
- Karel Smis (4 november 1921 - 28 mei 1941), afgezet door de Duitse Militärverwaltung.
- Henri Decramer, oorlogsburgemeester (1941-1944).
- Paul Vanderheyde (overleden 26 augustus 1953), waarnemend in september 1944, burgemeester in 1947-1953.
- Jules Maenhoudt (1953-1976).
- Jos Van der Perre, eerste burgemeester van de nieuwe gemeente Oudenburg na fusie Ettelgem-Oudenburg-Roksem-Westkerke (1977-1989).
- Ignace Dereeper (1989-2018).
- Peter Velle (1 juni 2018 - 2019).
- Anthony Dumarey (2020- 2 oktober 2023)[12]
- Romina Vanhooren (2 oktober 2023 - januari 2025)
- Anthony Dumarey (januari 2025 - maart 2025)
- Stefaan Reynaert (maart 2025 - april 2025) (waarnemend)
- Romina Vanhooren (april 2025 - heden)

## Sport
Voetbalclub KWS Oudenburg is sinds begin jaren 30 aangesloten bij de KBVB en actief in de provinciale reeksen.

## Bekende Oudenburgenaars
- Rafaël van Bourgondië (1437-1508), abt van de Sint-Pietersabdij
- Franciscus Modius (1556-1597), humanist, dichter en schrijver
- Louis Clesse (1889-1961), kunstschilder
- Maurits Gysseling (1919-1997), taal- en naamkundig expert
- Sylvain Tack (1934-2006), ondernemer, radiomaker en uitgever
- John Cordier (1941-2002), bestuurder, ondernemer en politicus
- André Marchand (1941-2008), houtbeeldhouwer
- Patrick Moenaert (1949-2024), politicus
- Betty Vansteenbroek (1963), ex-atlete
- Harry Van Barneveld (1967), judoka
- Christophe Lauwers (1972), ex-voetballer

## Stedenbanden
Oudenburg is een partnerstad van de Duitse steden Essentho en Dietkirchen (sinds 1973), alsook het Franse Marais-Vernier. Hoewel er geen officiële stedenband bestaat, zijn de gemeenten Oudenburg en de Zeeuwse stad Aardenburg sterk verbonden vanwege de Romeinse band en de aanwezigheid van archeologische musea (respectievelijk het Romeins Archeologisch Museum en Museum Cultuurforum Aardenburg) in beide steden. Hoewel dit in vele gevallen van toepassing is, heeft Oudenburg geen band met de steden Boulogne-sur-Mer, Richborough en Portchester, met Romeinse forten die sterk gelijken op het castellum van Oudenburg.

## Nabijgelegen kernen
Westkerke, Zandvoorde, Snaaskerke, Ettelgem, Bredene, Roksem